# Championnats du monde de marathon (canoë-kayak) 2019
Navigation
Vila Verde 2018 Bascov 2021
Les championnats du monde de marathon en canoë-kayak 2019, vingt-septième édition des championnats du monde de marathon en canoë-kayak, ont lieu du 17 octobre 2019 au 20 octobre 2019 à Shaoxing, au Chine.

## Résultats

### Senior

#### Hommes
| Épreuve            | Or                                 | Or                 | Argent                                  | Argent             | Bronze                               | Bronze             |
| ------------------ | ---------------------------------- | ------------------ | --------------------------------------- | ------------------ | ------------------------------------ | ------------------ |
| C1                 | Manuel Campos Espagne              | 2 h 05 min 31 s 65 | Jakub Brezina Tchéquie                  | 2 h 05 min 42 s 04 | Kirill Shamshurin Russie             | 2 h 05 min 50 s 13 |
| C1 Sprint (3,6 km) | Diego Romero Espagne               | 16 min 17 s 54     | Manuel Campos Espagne                   | 16 min 18 s 86     | Jakub Brezina Tchéquie               | 16 min 24 s 15     |
| C2                 | Manuel Campos Diego Romero Espagne | 1 h 59 min 06 s 33 | Mateusz Zuchora Mateusz Borgieł Pologne | 1 h 59 min 19 s 77 | Daniel Laczo Gergely Nagy Hongrie    | 2 h 00 min 33 s 31 |
| K1                 | Mads Pedersen Danemark             | 2 h 08 min 34 s 21 | José Ramalho Portugal                   | 2 h 08 min 35 s 53 | Franco Balboa Argentine              | 2 h 08 min 36 s 51 |
| K1 Sprint (3,6 km) | Cyrille Carré France               | 14 min 20 s 20     | Jérémy Candy France                     | 14 min 21 s 51     | Franco Balboa Argentine              | 14 min 27 s 35     |
| K2                 | Quentin Urban Jérémy Candy France  | 1 h 58 min 45 s 25 | Adrian Boros Krisztián Máthé Hongrie    | 1 h 58 min 49 s 19 | Franco Balboa Darío Balboa Argentine | 1 h 58 min 55 s 97 |

#### Femmes
| Épreuve            | Or                                       | Or                 | Argent                                | Argent             | Bronze                           | Bronze             |
| ------------------ | ---------------------------------------- | ------------------ | ------------------------------------- | ------------------ | -------------------------------- | ------------------ |
| C1                 | Liudmyla Babak Ukraine                   | 1 h 19 min 30 s 84 | Xin Caiyun Chine                      | 1 h 21 min 03 s 84 | Zsófia Kisbán Hongrie            | 1 h 21 min 56 s 98 |
| C1 Sprint (3,6 km) | Liudmyla Babak Ukraine                   | 19 min 20 s 43     | Zsófia Kisbán Hongrie                 | 19 min 30 s 85     | Wang Ying Chine                  | 19 min 43 s 05     |
| K1                 | Vanda Kiszli Hongrie                     | 2 h 03 min 06 s 75 | Zsófia Czéllai-Vörös Hongrie          | 2 h 03 min 13 s 76 | Lizzie Broughton Grande-Bretagne | 2 h 03 min 17 s 26 |
| K1 Sprint (3,6 km) | Vanda Kiszli Hongrie                     | 15 min 40 s 29     | Kristina Bedeč Serbie                 | 15 min 41 s 38     | Eva Barrio Espagne               | 15 min 45 s 44     |
| K2                 | Zsófia Czéllai-Vörös Renáta Csay Hongrie | 1 h 56 min 30 s 22 | Tania Fernández Tania Álvarez Espagne | 1 h 56 min 33 s 99 | Irati Osa Arantza Toledo Espagne | 1 h 56 min 56 s 72 |